# Luymar Hernández
Luymar José Hernández Vargas (29 aprile 1982) è uno schermidore venezuelano.

## Palmarès
In carriera ha conseguito i seguenti risultati:
- Giochi Panamericani:

Santo Domingo 2003: argento nella spada a squadre.